# Karel De Smet
Karel De Smet (Gent, 21 augustus 1980) is een Belgisch voormalig voetballer die zijn professionele spelerscarrière beëindigde bij het Koreaanse Daejeon Citizen in 2013. Voor KFC Merelbeke speelde hij daarna nog een aantal jaren op amateur niveau.

## Carrière

### België
Karel De Smet doorliep de jeugdreeksen van AA Gent en begon op 18-jarige leeftijd zijn professionele carrière bij eersteklasser KSC Lokeren in het seizoen 1998-1999.
In 2000/01 werd hij uitgeleend aan KFC Verbroedering Geel in de tweede klasse en KRC Zuid-West in 2001-2002. Na het failliet van (het in 1998 nog Europees spelende) KRC Harelbeke verhuisd naar KFC VW Hamme Zij wisten als promovendus naar de tweede klasse in het seizoen 2001-2002 de centrale verdediger te strikken en hem 7 jaar lang aan zich te binden. Toen deze club opnieuw degradeerde naar de derde klasse wist De Smet een contract te versieren in de suikerstad, KVK Tienen. 
Na twee jaar besloot hij de overstap te maken naar de oudste club in België, Antwerp FC. Hij werd er aanvoerder na het vertrek naar Zuid-Korea van Kevin Oris. Hij zou exact een jaar later dezelfde overstap maken. Hij kwam er echter nooit tot spelen door een blessure en zou anderhalf jaar inactief zijn.
De Smet gaat vervolgens aan de slag bij KFC Merelbeke in de 2e provinciale Oost-Vlaanderen om na 2 kampioenstitels op rij (2014-2015 en 2015-2016) terug uit te komen in de nationale reeksen van het Belgische voetbal. Na 2 seizoenen in 3e amateur is er alweer een titel en stijgt De Smet met KFC Merelbeke naar de 2e amateurklasse. Hij sloot er een lange carrière af met 3 titels in 6 jaren.

### Daejeon Citizen
Begin 2013 stapte hij over naar het Zuid-Koreaanse Daejeon Citizen. Met deze transfer volgde hij Kevin Oris, die toen voor de Zuid-Koreaanse topclub Jeonbuk Hyundai Motors speelde.

## Statistieken
| Seizoen   | Club                   | Land       | Competitie                         | Wed | Goals |
| --------- | ---------------------- | ---------- | ---------------------------------- | --- | ----- |
| 1999-2000 | KSC Lokeren            | België     | Jupiler League                     | 10  | 0     |
| 2000-2001 | KSC Lokeren            | België     | Jupiler League                     | 0   | 0     |
| 2000-2001 | KFC Verbroedering Geel | België     | Tweede klasse                      | 12  | 1     |
| 2001-2002 | KRC Zuid-West          | België     | Tweede klasse                      | 30  | 4     |
| 2002-2003 | KFC VW Hamme           | België     | Tweede klasse                      | 30  | 2     |
| 2003-2004 | KFC VW Hamme           | België     | Tweede klasse                      | 32  | 1     |
| 2004-2005 | KFC VW Hamme           | België     | Tweede klasse                      | 29  | 1     |
| 2005-2006 | KFC VW Hamme           | België     | Tweede klasse                      | 28  | 5     |
| 2006-2007 | KFC VW Hamme           | België     | Tweede klasse                      | 28  | 2     |
| 2007-2008 | KFC VW Hamme           | België     | Tweede klasse                      | 34  | 3     |
| 2008-2009 | KFC VW Hamme           | België     | Tweede klasse                      | 29  | 7     |
| 2009-2010 | KVK Tienen             | België     | Tweede klasse                      | 30  | 1     |
| 2010-2011 | KVK Tienen             | België     | Tweede klasse                      | 30  | 1     |
| 2011-2012 | Antwerp FC             | België     | Tweede klasse                      | 30  | 4     |
| 2012-2013 | Antwerp FC             | België     | Tweede klasse                      | 11  | 0     |
| 2013      | Daejeon Citizen        | Zuid-Korea | K-League                           | 0   | 0     |
| 2014-2015 | KFC Merelbeke          | België     | Tweede provinciale Oost-Vlaanderen | 27  | 4     |
| 2015-2016 | KFC Merelbeke          | België     | Eerste provinciale Oost-Vlaanderen | 23  | 3     |
| 2016-2017 | KFC Merelbeke          | België     | Derde Klasse Amateur               | 0   | 0     |
|           |                        |            | Totaal                             | 413 | 39    |

## Trivia
- In 2011 presenteerde hij samen met Kevin Oris de rubriek Oris & De Smet op RAFC TV, opvallend is dat beiden in Zuid-Korea voetbalden.